# Franey
Franey – miejscowość i gmina we Francji, w regionie Burgundia-Franche-Comté, w departamencie Doubs.
Według danych na rok 1990 gminę zamieszkiwało 180 osób, a gęstość zaludnienia wynosiła 53 osoby/km² (wśród 1786 gmin Franche-Comté Franey plasuje się na 564. miejscu pod względem liczby ludności, natomiast pod względem powierzchni na miejscu 930.).